# 安正寺 (安城市)
安正寺（あんしょうじ）は、愛知県安城市藤井町本郷3にある真宗大谷派の寺院。山号は藤井山。本尊は阿弥陀如来。天和3年（1683年）創建。

## 歴史

### 近世
遠江国出身の松平圓平綱親は、本證寺の空誓に従って僧の正因となった。天文年間（1532年～1555年）、正因は空誓の命で荒廃していた長圓寺に入って再興した。正因は元亀2年（1571年）に死去した。正因の子の圓蔵は天正元年（1573年）に遠江国を訪れ、元和9年（1623年）に東大谷観音平の草庵で死去した。その後、この草庵は遠州横須賀城下に移されて庭松山長圓寺と称した。
以上のことから、藤井に残る寺は安正寺と称するに至った。安正寺に改められたのは天和3年（1683年）とされ、貞享元年（1684年）には本尊として阿弥陀如来木像を下付された。寺名の一字は正因に因んでいる。天和3年（1683年）には親鸞上人画像を、元禄11年（1698年）には蓮如上人画像を、享保2年（1717年）には聖徳太子・七高僧像を、本山から下付された。
宝暦9年（1759年）には喚鐘を鋳造し、宝暦10年（1760年）には幡豆郡吉良荘平坂村の太田甚兵衛によって梵鐘が鋳造された。安永8年（1779年）に本堂が建てられ、天保4年（1833年）には山門が建てられた。安政元年（1854年）には安正寺の圓城が寺子屋を始め、1873年（明治6年）までに約60人が読書や習字を学んだ。

#### 近現代
1888年（明治21年）には喚鐘を改鋳した。
1945年（昭和20年）1月13日に発生した三河地震において、117戸の藤井集落ではほとんどの家屋が倒壊し、人口611人のうち77人が死去した。1977年（昭和52年）11月には安正寺の北側に三河地震追憶之碑が建立された。
2024年（令和6年）4月6日にはまちおこしイベント「安正寺 参ってら」を開催した。

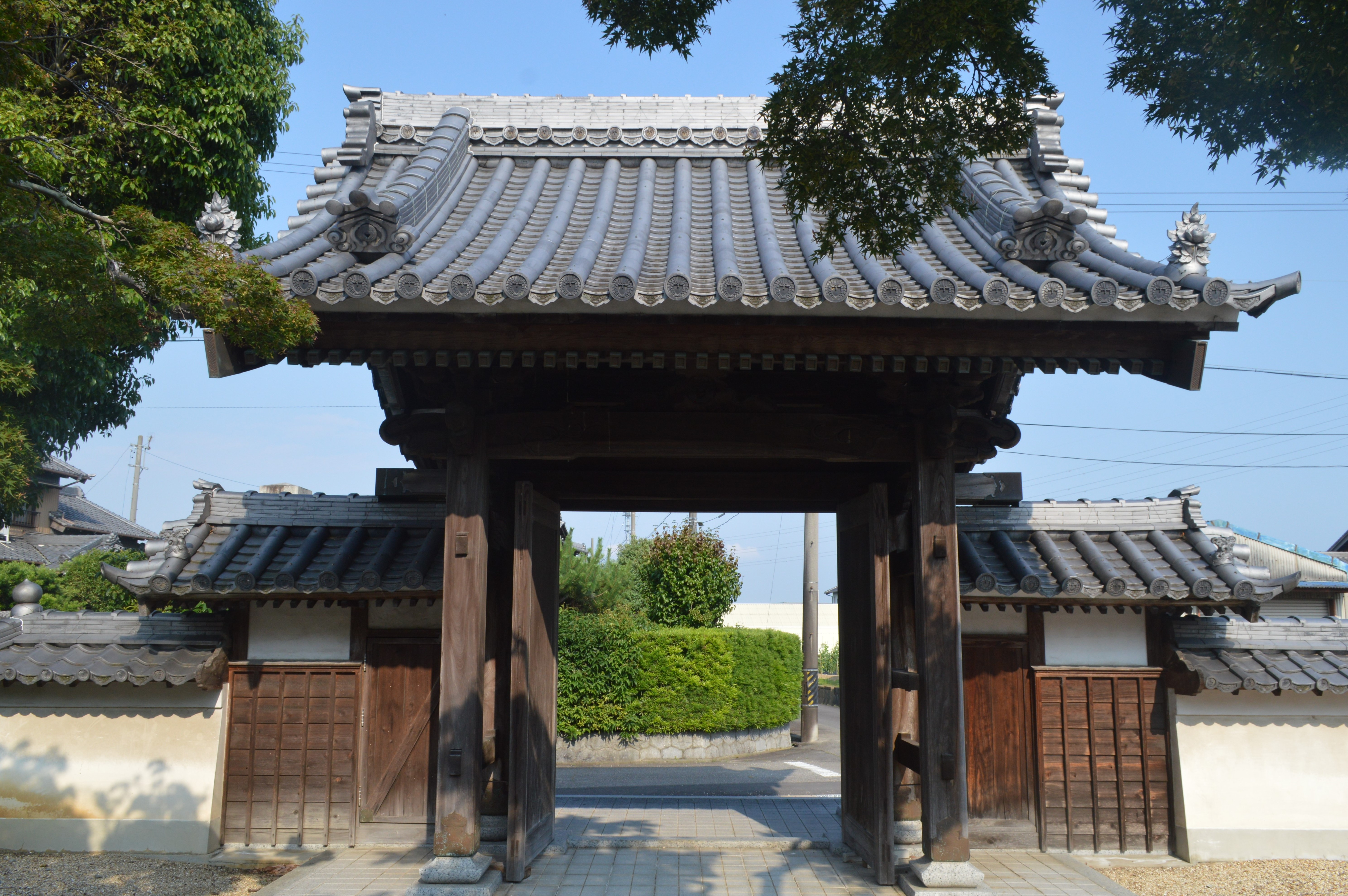
山門
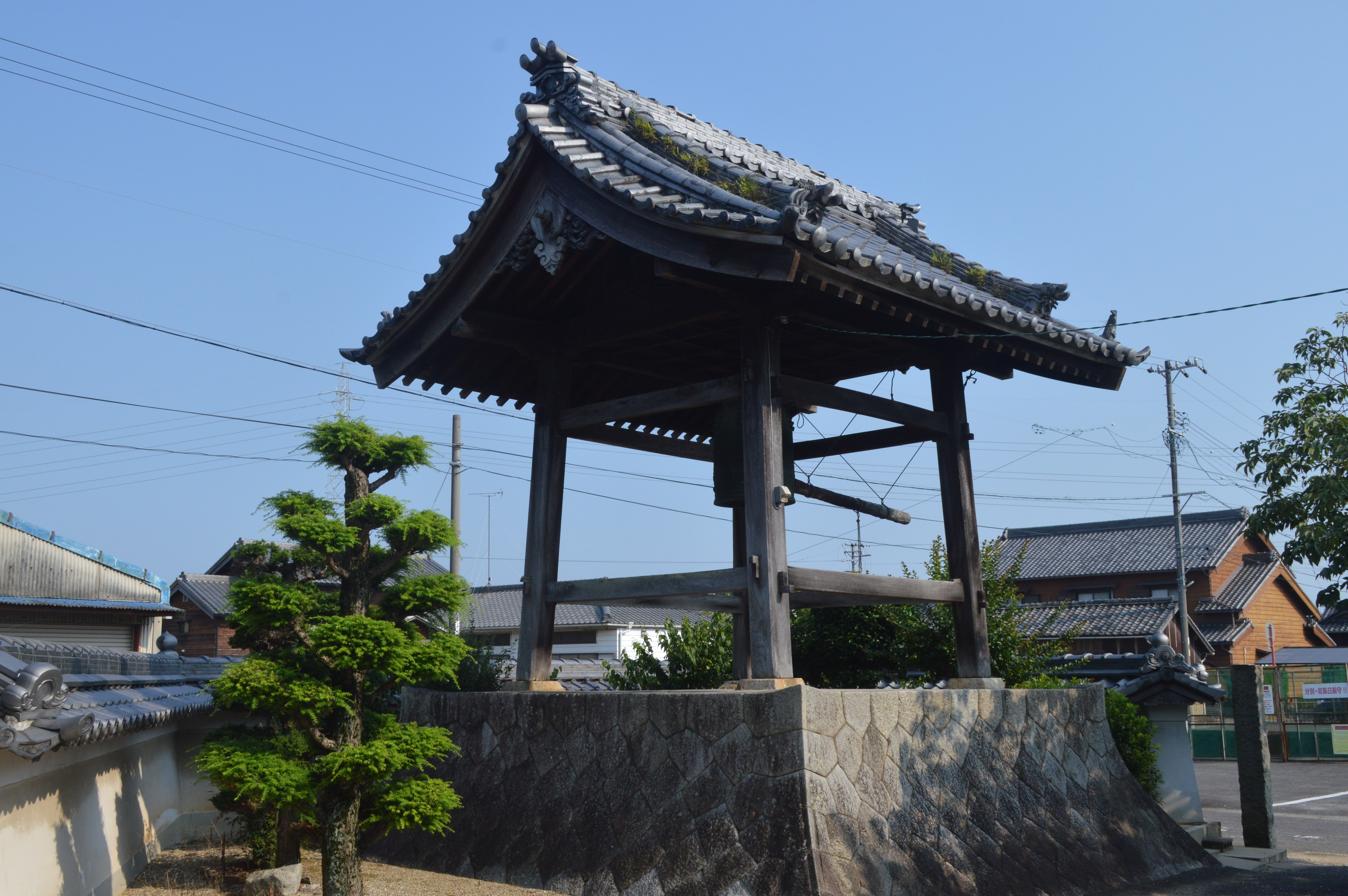
鐘楼
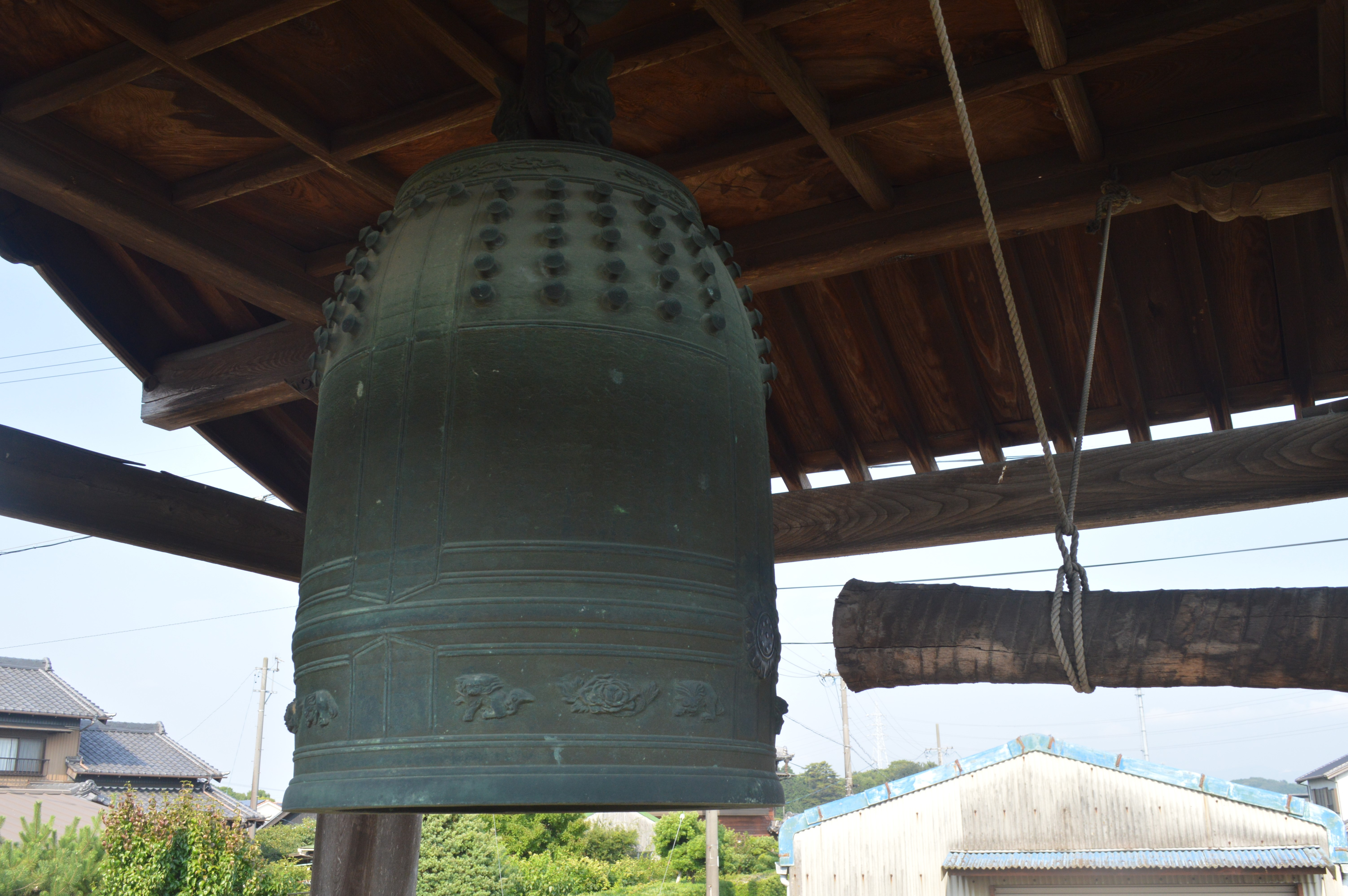
梵鐘
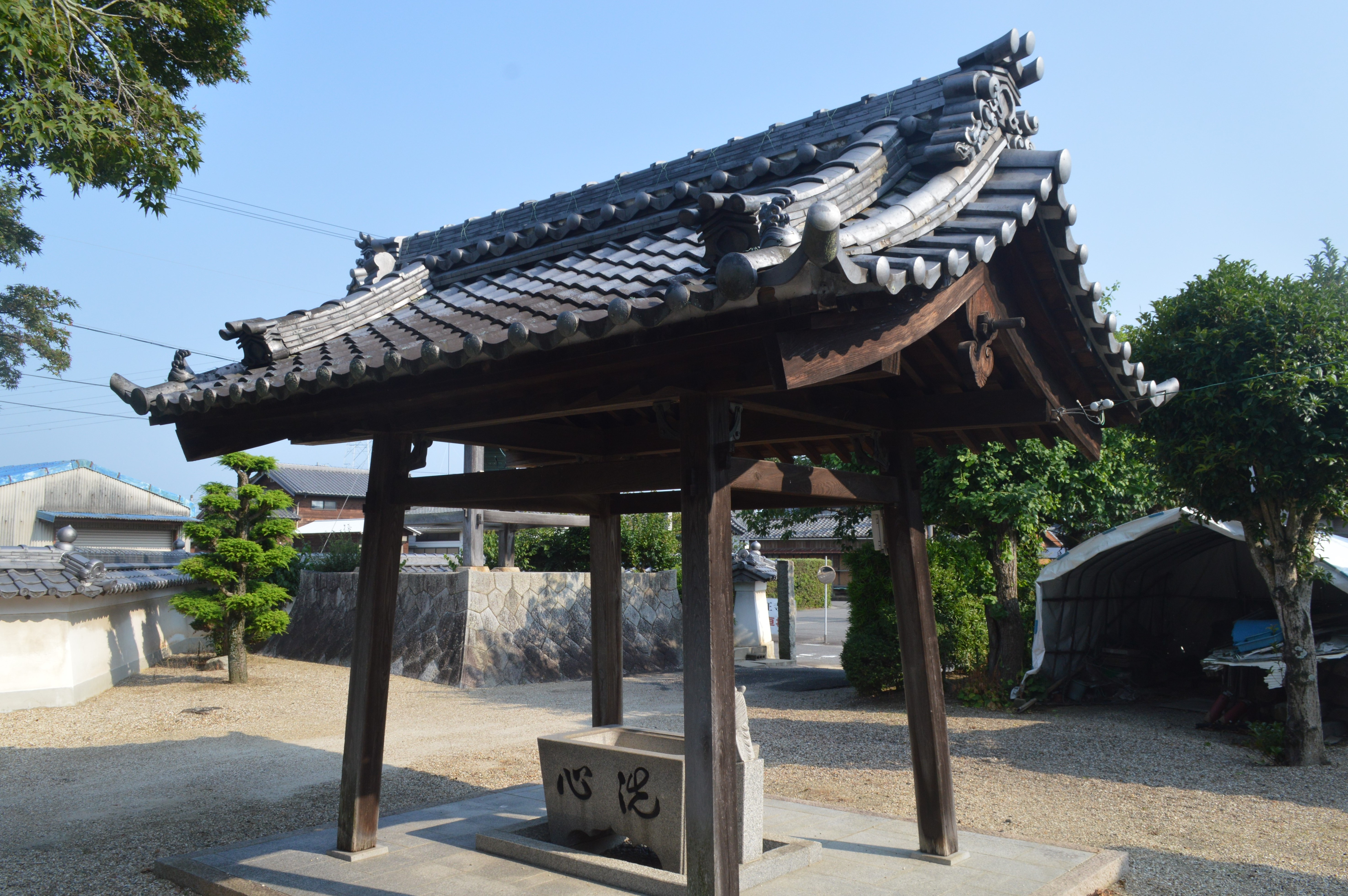
手水舎

## 所在地
所在地
- 444-1164 安城市藤井町本郷3

アクセス
- 名鉄西尾線「南桜井駅」から徒歩